# Be’er Towijja
Be’er Towijja (hebr. באר טוביה) – moszaw położony w samorządzie regionu Be’er Towijja, w Dystrykcie Południowym, w Izraelu.
Leży w północno-zachodniej części pustyni Negew.

## Historia
Pierwotny moszaw powstał w tym miejscu w 1887. Imigranci, którzy tutaj się osiedlili pochodzili z Besarabii. Moszaw nazywał się Kastina. Pomimo finansowego wsparcia Barona Edmonda de Rothschilda, moszaw nie rozwijał się, gdyż brakowało dostępu do wody. Dodatkowymi trudnościami była duża odległość od innych obszarów żydowskiego osadnictwa w Palestynie i napaści ze strony arabskich sąsiadów z pobliskich wiosek. Moszaw został porzucony.
W 1896 tutejszą ziemię zakupił syjonistyczny ruch Chowewej Syjon i ponownie założono moszaw, któremu nadano nazwę Be’er Towijja.
Podczas arabskich rozruchów w 1929 moszaw został zniszczony i musiał być porzucony. Ponowne założenie moszawu nastąpiło w 1930. Odkryto wówczas wodę i osada mogła pomyślnie się rozwijać.

## Gospodarka
Gospodarka moszawu opiera się na intensywnym rolnictwie.